# Lê Cung Hoàng
Lê Cung Hoàng (chữ Hán: 黎恭皇 26 tháng 7 năm 1507 – 15 tháng 9 năm 1527) là vị hoàng đế thứ 11 của nhà Hậu Lê, ở ngôi từ năm 1522 đến 1527, tổng cộng 5 năm với niên hiệu Thống Nguyên. Ông là vị hoàng đế cuối cùng của nhà Lê sơ.
Cung Hoàng lên ngôi, trở thành bù nhìn, bị quyền thần Mạc Đăng Dung khống chế, thực tế không hề có quyền hạn. Vận nước đã hết, tài năng Cung Hoàng lại không có, về sau ông bị Mạc Đăng Dung giết chết.

## Thân thế
Cung Hoàng có tên húy là Lê Xuân (黎椿), sinh ngày 26 tháng 7 năm Đinh Mão niên hiệu Đoan Khánh thứ 3 triều vua Lê Uy Mục (1507). Ông là chắt của Lê Thánh Tông, cháu nội của Kiến vương Lê Tân, con thứ của Cẩm Giang vương Lê Sùng (黎漴), là em ruột với vua Lê Chiêu Tông.
Nửa đêm ngày 22 tháng 7 năm 1522, Chiêu Tông do sự trợ giúp của Phạm Hiến, Phạm Thứ bỏ trốn sang Sơn Tây gọi quân Cần vương. Khi Chiêu Tông lẻn đi chỉ có một số cận thần kịp đi theo, Lê Xuân và mẹ không kịp biết. Mạc Đăng Dung sai thủ hạ Hoàng Duy Nhạc đuổi theo Chiêu Tông nhưng bị Chiêu Tông dùng quân huyện Thạch Thất đánh trả, bắt giết. Thiên tử vuột khỏi tay, Đăng Dung bị mất danh chính, bèn lập Lê Xuân lên ngôi, lấy niên hiệu là Thống Nguyên (統元).
Bên ngoài, một loạt tướng cần vương kéo đến hưởng ứng Chiêu Tông. Từ lúc đó trong nước tồn tại hai vị hoàng đế, được gọi theo niên hiệu, là Thống Nguyên Đế (統元帝) và Quang Thiệu Đế (光紹帝).

## Con bài của Mạc Đăng Dung
Mạc Đăng Dung lấy danh nghĩa Thống Nguyên Đế để đánh nhau với phe Chiêu Tông. Mọi việc trong triều đình Thăng Long đều do Đăng Dung quyết định. Tuy nhiên thanh thế của Chiêu Tông rất lớn, Mạc Đăng Dung yếu hơn phải rút sang vùng Hải Dương phía đông, các xứ phía Nam, Tây, Bắc đều đi theo Chiêu Tông.
Năm 1522, Vĩnh Hưng bá Trịnh Tuy ở Thanh Hóa ra cần vương, bất hòa với các tướng Bắc Bộ. Trịnh Tuy mang Chiêu Tông vào Thanh Hóa, ra lệnh các đạo bãi binh. Từ đó các đạo không theo lệnh Chiêu Tông nữa. Hai mãnh tướng Nguyễn Kính, Nguyễn Áng về theo Mạc Đăng Dung. Tình thế bắt đầu thay đổi, Đăng Dung lấy danh nghĩa Thống Nguyên Đế phế Chiêu Tông làm Đà Dương vương (陀陽王), mang quân đánh Chiêu Tông, liên tiếp thắng trận.
Năm 1524, Cung Hoàng ở hành dinh Bồ Đề, tiến phong Mạc Đăng Dung làm Bình chương quân quốc trọng sự Thái phó Nhân quốc công. Đăng Dung đánh bại Trịnh Tuy ở Thanh Hóa, Tuy thua trận bỏ chạy rồi chết.
Tháng 10 năm 1525, Đăng Dung dẫn toàn bộ thủy lục quân vào Thanh Hóa, bắt được Chiêu Tông, đem giải về kinh giam lỏng.
Tháng 12 năm 1526, Mạc Đăng Dung sai Bái Khê bá Phạm Kim Bảng bí mật giết Lê Chiêu Tông tại phường Đông Hà, đem chôn ở Vĩnh Hưng lăng, Thanh Đàm.

## Bị phế
Chiêu Tông bị giết, vai trò lá chắn của Cung Hoàng không còn. Đăng Dung tính chuyện cướp ngôi nhà Lê, giả cách lui về quê ở Cổ Trai (Hải Phòng) nhưng thực tế vẫn nắm triều đình.
Tháng 4 năm 1527, Cung Hoàng sai Trùng Dương hầu Vũ Hữu, Lan Xuyên bá Phan Đình Tá và Trung sứ Đỗ Hiếu Đễ cầm cờ mao tiết, mũ áo ô lọng, đại ngọc, kiệu tía, quạt vẽ đến Cổ Trai phong Đăng Dung làm An Hưng vương (安興王), Đăng Dung tiếp sứ đoàn ở bến An Tháp, huyện Tân Minh (nay là khu vực Tiên Lãng, Kiến An). Cung Hoàng còn tặng Đăng Dung bài thơ Chu Công giúp Thành vương, ý muốn ông giúp hoàng đế và triều đình như Chu Công Đán giúp đỡ Chu Thành vương đời xưa. Nhưng Đăng Dung chưa mãn nguyện và không cam chịu làm tước vương.
Ngày 15 tháng 6 năm 1527, Mạc Đăng Dung từ Cổ Trai vào kinh, bắt Cung Hoàng nhường ngôi. Nhân dân trong kinh đón Đăng Dung vào kinh. Triều thần lúc đó hầu hết đã là người của Đăng Dung hoặc theo Đăng Dung, tự khởi thảo chiếu nhường ngôi.
Mạc Đăng Dung xưng Hoàng đế, tức là Mạc Thái Tổ, lập ra nhà Mạc, lấy niên hiệu là Minh Đức (明德). Cung Hoàng bị giáng xuống làm Cung vương (恭王) rồi giam cùng với Hoàng thái hậu ở Tây cung.
Vài tháng sau, Mạc Đăng Dung ép mẹ con Cung Hoàng phải tự tử. Thái hậu khấn trời rằng: "Đăng Dung là kẻ bề tôi, manh tâm cướp ngôi, lại giết mẹ con ta, ngày sau con cháu nó cũng lại bị như thế". Rồi bà tự vẫn chết, Cung Hoàng cũng tự vẫn, năm đó ông 21 tuổi. Quả nhiên lời khấn của Thái hậu sau này thành sự thật, khi nhà Mạc đại bại trước nhà Lê Trung hưng năm 1592 - 1593.
Đăng Dung sai đem xác hai người để phơi ngoài quán Bắc Sứ, rồi đưa về chôn ở lăng Hoa Dương, huyện Ngự Thiên (nay là thị trấn Hưng Nhân, huyện Hưng Hà, tỉnh Thái Bình), theo nghi lễ của thiên tử và hoàng thái hậu.
Bấy giờ có Vũ Duệ, Ngô Hoán, quan Đô ngự sử là Nguyễn Văn Vận, quan Hàn lâm hiệu lý là Nguyễn Thái Bạt, quan Lễ bộ Thượng thư là Lê Tuấn Mậu, quan Lại bộ Thượng thư là Đàm Thận Huy, quan Tham chính sứ là Nguyễn Duy Tường, quan Quan sát sứ là Nguyễn Tự Cường, Bình Hồ bá là Nghiêm Bá Ký, quan Đô ngự sử là Lại Kim Bảng, quan Hộ bộ Thượng thư là Nguyễn Thiệu Tri, quan Phó Đô ngự sử là Nguyễn Hữu Nghiêm, quan Lễ bộ tả Thị lang là Lê Vô Cương là những trung thần của nhà Lê, người thì nhổ vào mặt hay là lấy nghiên mực ném Mạc Đăng Dung, hay chửi mắng, bị Đăng Dung giết đi. Có người thì theo vua không kịp, nhảy xuống sông mà chết, người thì quay đầu về Lam Sơn vái lạy rồi tự tử.
Con trai của Lê Chiêu Tông là Lê Ninh cùng mẹ được quan đại thần Lê Quán cõng chạy trốn sang Ai Lao để bảo tồn dòng dõi còn lại của nhà Lê, tránh bị nhà Mạc tận diệt. Năm 1533, cựu thần trung thành với nhà Hậu Lê là Nguyễn Kim quyết tâm chống nhà Mạc. Ông tiến vào Thanh Hóa lập lực lượng riêng. Lại Thế Vinh tìm được Lê Ninh tại Ai Lao, đưa lên ngôi vua, tức là Lê Trang Tông, tái lập nhà Hậu Lê, bắt đầu công cuộc "Phù Lê diệt Mạc"

## Gia quyến
- Tổ phụ: Kiến vương Lê Tân, được tôn phong Đức Tông Kiến Hoàng đế (德宗建皇帝).
- Tổ mẫu: Trịnh Thị Tuyên (鄭氏瑄 1471 - 1509), tôn phong Huy Từ Kiến Hoàng hậu (徽慈建皇后).
- Cha: Cẩm Giang vương Lê Sùng (錦江王黎漴 ? - 1509), bị Lê Uy Mục giết hại. Về sau được truy phong Minh Tông Triết Hoàng đế (明宗哲皇帝).
- Mẹ: Trịnh Thị Loan (鄭氏鸞 ? - 1527), được tôn làm Hoàng thái hậu vào năm 1517. Bà chết cùng ngày với Cung Hoàng. Về sau tôn phong làm Đoan Mục Triết Hoàng hậu (端穆慈哲皇后).
- Hậu phi:

1. Quý phi Nguyễn thị (贵妃阮氏), người xã Đa Ngưu, huyện Văn Giang, con gái Thông quốc công Nguyễn Thì Ung. Lê Cung Hoàng lên ngôi, đưa vào cung phong làm Quý phi. Bà cùng với Cung Hoàng bị Mạc Đăng Dung giam lại rồi phế truất ở Tây cung. Khi Mạc Đăng Dung cắt giảm không cho ăn uống, Thông quốc công cáo bệnh và rước con gái về, nhưng bà từ chối. Bà nói: Cha ta trăm tuổi đã có anh em; ta hầu vua thì sống chết với vua, không có lý gì mà bỏ về. Cứ như thế, cha bà phải sai nữ hầu bắt bà lên võng. Bà khóc to, những người trông thấy đều thương cảm. Bà về tới nhà, không chịu ăn uống gì rồi chết.
2. Quý phi Đào thị (贵妃陶氏), con gái Lỵ quốc công Đào Đại La, vào cung cùng Nguyễn Quý phi và được phong Quý phi cùng cấp. Khi Lê Cung Hoàng bị giam, bà cũng bị giam theo, Lỵ quốc công hoảng hốt cáo bệnh và đón con gái về.

## Đánh giá
Nhận xét về ông vua này, sử thần triều Lê đã viết: "Lúc ấy vận nước đã suy, lòng người đã lìa, tài vua lại vào hạng kém, có thể dẹp yên sao được."
Như vậy là triều Lê kể từ Lê Thái Tổ lên ngôi (1428) đến Cung Hoàng (1527) gồm 10 đời vua, cả thảy đúng 100 năm. Nếu tính cả thời gian Lê Lợi dấy quân xưng là Bình Định vương năm Mậu Tuất (1418) cộng là 110 năm. Đây là thời kì các vua Lê nắm được trọn quyền cai trị đất nước. Các nhà sử học gọi là thời Lê sơ để phân biệt với Lê Trung hưng về sau.